# Wojska kolejowe

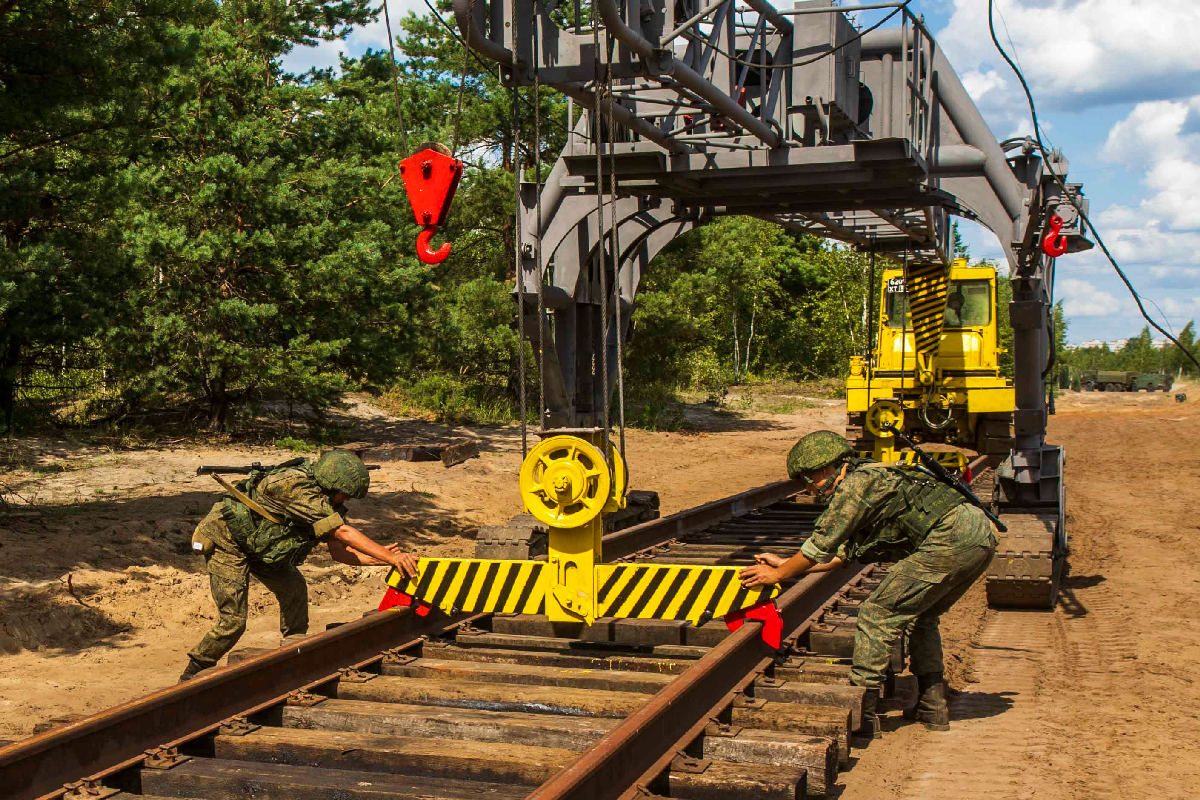
Żołnierze wojsk kolejowych

Wojska kolejowe – specjalistyczny rodzaj wojsk inżynieryjnych przeznaczony do budowy, odbudowy, modernizacji i eksploatacji linii kolejowych oraz mostów na teatrze działań wojennych, współdziałający z organami komunikacji wojskowej oraz odpowiednimi resortami gospodarki narodowej.

## W Wojsku Polskim
Obecnie jedyną jednostką tego rodzaju w Wojsku Polskim jest 2 Inowrocławski Pułk Inżynieryjny w Inowrocławiu.